# سیدنی بلایذ
سیدنی بلایذ (انگلیسی: Sydney Blythe؛ ۲۸ دسامبر ۱۸۸۶ – ۴ مارس ۱۹۴۷) فیلم‌بردار اهل بریتانیا بود.
از فیلم‌هایی که وی در آن‌ها نقش داشته‌است، می‌توان به مخمصه اشاره نمود.
بلایذ در ۴ مارس ۱۹۴۷ در ۶۰ سالگی درگذشت.